# شارع عزمي (طرابلس)
شارع عزمي (طرابلس)، هو شارع تاريخي في طرابلس بلبنان، ويعد أول الشوارع الطرابلسية المستقيمة.

## تاريخ

### عزمي بك
عين واليًا في بيروت عام 1905 ليخلف الوالي السابق بكر سامي بك، كان عزمي بك يشغل سابقًا منصب متصرف لواء طرابلس، وأصدر أوامره بشق شارعٍ رئيسيً يربط بين المدينة والميناء، وقبل ذلك كان مديرًا للشرطة في إسطنبول.

## الشارع النموذجي
شارع عزمي يمتلك قيمة جمالية وترثية وتاريخية لابد من المحافظة عليها خاصةً أن هذا الشارع قد مر بفترات ومراحل كثيرة من التطور الثقافي والمعماري،
لذلك في أبريل عام 2019 قامت بلدية طرابلس باستضافة أساتذة وطلاب كليات الهندسة في عدد من الجامعات اللبنانية الموجودة في الشمال، بالإضافة إلى حضور الدكتور نبيل محارب –مدير كلية العمارة في جامعة بيروت في طرابلس- والاستاذ الدكتور ياني زكريو –المحاضر في جامعة البلمند- والمحاضرين في كلية الهندسة بالجامعة اللبنانية المهندسين عبد الكريم بارود وجنان دياب وسلوى مقدم، وكان مكان اللقاء مركز رشيد كرامي الثقافي، وقام طلبة الهندسة بالجامعات الثلاث بعرض عشرة مشاريع لتحويل شارع عزمي بك إلى شارع نموذجي، وقد ركزت هذه المشاريع على إنشاء استراحات ومواقف للسيارات واستحداث أرصفة مزينة بالزهور كاستراحات وتوفير الأشجار وأحواض المياه، إلى جانب العمل على الشوارع المتفرعة لخدمة شارع عزمي.
استحسن جميع الحاضرين المشاريع المقدمة من قبل الطلاب، فقد كانت أطلقت البلدية مشروع الشارع النموذجي لشارع عزمي بك والمشاريع التي سيتم الاتفاق عليها سيتم مكافأة مقدميها وتنفيذها.

## المباني في شارع عزمي
تم تشييد الأبنية في شارع عزمي على أكثر من مرحلة: مرحلة الانتداب الفرنسي من عام 1920 حتى 1943، ومرحلة مباني الجمهورية 1950-1970، ومرحلة المباني العصرية من عام 1980 حتى الآن، لذلك يُعد هذا الشارع إسقاطًا لخليط من العمارة المتنوعة بين التراث والحداثة.

## الخط الزمني
- القرن التاسع عشر: استُخدِم الشارع كمحطة نقل للمسافرين من وإلى طرابلس.
- 1920: افتتاح مطعم العجمي.
- 1924: لوريان اليومية الفرنسية تليها صحيفة النهار العربية التي تقع في شارع طرابلس.
- 1970: زاوية الشارع التي سميت ميدان العجمي على شرف المطعم.
- 1975: حافظ شارع طرابلس على دوره كممر تجاري مهم.[7]

## طالع أيضًا
- طرابلس
- لوريان